# Liste des députés européens d'Autriche de la 4e législature

Cet article présente la liste des députés européens d'Autriche au cours de la IVe législature (1994-1999).

## Députés européens élus en 1996
| Nom                             | Parti                             | Groupe parlementaire européen |
| ------------------------------- | --------------------------------- | ----------------------------- |
| Reinhard Rack (en)              | Parti populaire autrichien        | PPE                           |
| Paul Rübig                      | Parti populaire autrichien        | PPE                           |
| Agnes Schierhuber               | Parti populaire autrichien        | PPE                           |
| Michael Spindelegger            | Parti populaire autrichien        | PPE                           |
| Karl Habsburg-Lothringen        | Parti populaire autrichien        | PPE                           |
| Ursula Stenzel                  | Parti populaire autrichien        | PPE                           |
| Hubert Pirker (en)              | Parti populaire autrichien        | PPE                           |
| Herbert Bösch (en)              | Parti social-démocrate d'Autriche | PSE                           |
| Maria Berger                    | Parti social-démocrate d'Autriche | PSE                           |
| Harald Ettl (en)                | Parti social-démocrate d'Autriche | PSE                           |
| Ilona Graenitz                  | Parti social-démocrate d'Autriche | PSE                           |
| Hilde Hawlicek                  | Parti social-démocrate d'Autriche | PSE                           |
| Hannes Swoboda                  | Parti social-démocrate d'Autriche | PSE                           |
| Gerhard Hager (en)              | Parti de la liberté d'Autriche    | NI                            |
| Hans Kronberger                 | Parti de la liberté d'Autriche    | NI                            |
| Franz Linser (en)               | Parti de la liberté d'Autriche    | NI                            |
| Klaus Lukas (en)                | Parti de la liberté d'Autriche    | NI                            |
| Daniela Raschhofer              | Parti de la liberté d'Autriche    | NI                            |
| Peter Sichrovsky                | Parti de la liberté d'Autriche    | NI                            |
| Johannes Voggenhuber            | Les Verts - L'alternative verte   | Les Verts                     |
| Friedhelm Frischenschlager (en) | Forum libéral                     | ELDR                          |